# Torneo Anual 2019 de Primera División (Liga Catamarqueña)
El Torneo Anual Clasificatorio 2019, de Primera División de la Liga Catamarqueña de Fútbol. Comenzó a mediados de agosto de 2018 y se extendió hasta el mes de diciembre.
El fixture del mismo se sorteó el día lunes 29 de julio en la sede de la liga.
Se disputará a dos ruedas, por el sistema de todos contra todos. El mismo tendrá un cupo al Torneo Regional Federal Amateur 2020.

## Ascensos y descensos
| Pos | Ascendidos a la Primera División 2019 |
| --- | ------------------------------------- |
| 1.º | Salta Central                         |

| Prom | Descendidos de la Primera División 2018 |
| ---- | --------------------------------------- |
| 10.º | Juventud Unida (SR)                     |

## Formato de disputa
- El torneo se jugará a dos ruedas con el sistema de "Todos contra todos".
- El equipo que se ubique en la primera posición al finalizar, se consagrará campeón y clasificará al Torneo Regional Federal Amateur 2020.
- El equipo que se ubique en la 9ª posición, deberá jugar la Promoción contra el subcampeón de la Primera B de esta temporada, para luchar por la permanencia.
- El equipo que se coloque en la última posición, desciende directamente a la Primera B 2020.

## Equipos participantes
| #  | Equipo                                 | Barrio             | Ciudad     |
| -- | -------------------------------------- | ------------------ | ---------- |
| 1  | Club Deportivo Américo Tesorieri       | Marco Avellaneda   | Catamarca  |
| 2  | Club Atlético Policial                 | La Tablada         | Catamarca  |
| 3  | Club Atlético Defensores del Norte     | Piloto             | Catamarca  |
| 4  | Club Sportivo Ferrocarriles del Estado | Centro             | Chumbicha  |
| 5  | Club Atlético Independiente (C)        | Capataz Villafañez | Catamarca  |
| 6  | Club Atlético Rivadavia                | Centro             | Huillapima |
| 7  | Club Deportivo Salta Central           | Parque América     | Catamarca  |
| 8  | Club Atlético San Lorenzo de Alem      | Alem               | Catamarca  |
| 9  | Club Atlético Vélez Sarsfield          | Centro             | Catamarca  |
| 10 | Club Sportivo Villa Cubas              | Villa Cubas        | Catamarca  |

### Distribución geográfica de los equipos
| Departamento | Cant. | Equipos |
| ------------ | ----- | --- |
| Capital      | 8     | Américo Tesorieri, Atlético Policial, Defensores del Norte, Independiente, Salta Central, San Lorenzo de Alem, Vélez Sarsfield y Villa Cubas. |
| Capayán      | 2     | Ferrocarriles (Chumbicha) y Rivadavia (Huillapima).                                                                                           |
| Total        | 10    | |

## Estadios
Estadio perteneciente a la Liga Catamarqueña, con una capacidad para 8.500 personas.
Este complejo deportivo pertenece a la Municipalidad de Capayán, se ubica en la localidad de Chumbicha y tiene una capacidad para aproximadamente 3.000 personas.

## Competición

### Tabla de posiciones
| Pos. | Equipo                    | Pts. | PJ | PG | PE | PP | GF | GC | Dif. |
| ---- | ------------------------- | ---- | -- | -- | -- | -- | -- | -- | ---- |
| 01.º | Atlético Policial         | 44   | 18 | 14 | 2  | 2  | 48 | 16 | 32   |
| 02.º | Américo Tesorieri         | 38   | 18 | 11 | 5  | 2  | 53 | 24 | 29   |
| 03.º | Vélez Sarsfield           | 34   | 18 | 10 | 4  | 4  | 38 | 21 | 17   |
| 04.º | Villa Cubas               | 27   | 18 | 7  | 6  | 5  | 32 | 31 | 1    |
| 05.º | San Lorenzo de Alem       | 22   | 18 | 6  | 4  | 8  | 24 | 29 | −5   |
| 06.º | Rivadavia (Huillapima)    | 22   | 18 | 5  | 7  | 6  | 25 | 33 | −8   |
| 07.º | Defensores del Norte      | 19   | 18 | 6  | 1  | 11 | 25 | 33 | −8   |
| 08.º | Independiente (Capital)   | 19   | 18 | 5  | 4  | 9  | 23 | 32 | −9   |
| 09.º | Salta Central             | 16   | 18 | 4  | 4  | 10 | 22 | 37 | −15  |
| 10.º | Ferrocarriles (Chumbicha) | 7    | 18 | 2  | 1  | 15 | 21 | 54 | −33  |

|  | El equipo que ocupe esta posición se consagrará campeón y clasifica al Torneo Regional Federal Amateur 2020. |
|  | El equipo que ocupe esta posición deberá jugar la Promoción contra el subcampeón de la Primera B 2019.       |
|  | El equipo que ocupe esta posición descenderá a la Primera B 2020.                                            |

#### Evolución de las posiciones
| Equipo / Fecha       | 1  | 2  | 3  | 4  | 5  | 6  | 7  | 8  | 9  | 10 | 11 | 12 | 13 | 14 | 15 | 16 | 17 | 18 |
| -------------------- | -- | -- | -- | -- | -- | -- | -- | -- | -- | -- | -- | -- | -- | -- | -- | -- | -- | -- |
| Américo Tesorieri    | 03 | 02 | 02 | 02 | 02 | 02 | 03 | 03 | 02 | 02 | 03 | 02 | 03 | 03 | 03 | 02 | 02 | 02 |
| Atlético Policial    | 05 | 03 | 03 | 03 | 03 | 03 | 02 | 01 | 01 | 01 | 01 | 01 | 01 | 01 | 01 | 01 | 01 | 01 |
| Defensores del Norte | 09 | 06 | 08 | 09 | 06 | 05 | 05 | 05 | 05 | 05 | 06 | 06 | 07 | 06 | 09 | 08 | 08 | 07 |
| Ferrocarriles        | 01 | 05 | 07 | 06 | 09 | 06 | 06 | 08 | 08 | 09 | 10 | 10 | 10 | 10 | 10 | 10 | 10 | 10 |
| Independiente (C)    | 07 | 08 | 06 | 05 | 05 | 07 | 08 | 06 | 06 | 06 | 05 | 05 | 06 | 08 | 07 | 07 | 07 | 08 |
| Rivadavia (H)        | 08 | 09 | 04 | 07 | 07 | 08 | 07 | 07 | 07 | 07 | 07 | 07 | 05 | 07 | 06 | 05 | 06 | 06 |
| Salta Central        | 10 | 10 | 09 | 08 | 08 | 09 | 09 | 10 | 10 | 08 | 08 | 08 | 09 | 09 | 08 | 09 | 09 | 09 |
| San Lorenzo de Alem  | 06 | 07 | 10 | 10 | 10 | 10 | 10 | 09 | 09 | 10 | 09 | 09 | 08 | 05 | 05 | 06 | 05 | 05 |
| Vélez Sarsfield      | 04 | 04 | 05 | 04 | 04 | 04 | 04 | 04 | 03 | 04 | 04 | 03 | 02 | 02 | 02 | 03 | 03 | 03 |
| Villa Cubas          | 02 | 01 | 01 | 01 | 01 | 01 | 01 | 02 | 04 | 03 | 02 | 04 | 04 | 04 | 04 | 04 | 04 | 04 |

| 1. 2. |

### Resultados
| Independiente (C)    | 0 - 0 | Rivadavia (H)     | Malvinas Argentinas        | 8 de agosto | 14:30 |
| Defensores del Norte | 1 - 3 | Villa Cubas       | Malvinas Argentinas        | 8 de agosto | 16:30 |
| Vélez Sarsfield      | 2 - 2 | Américo Tesorieri | Malvinas Argentinas        | 9 de agosto | 14:30 |
| Ferrocarriles        | 4 - 1 | Salta Central     | Polideportivo de Chumbicha | 9 de agosto | 15:00 |
| San Lorenzo de Alem  | 1 - 1 | Atlético Policial | Malvinas Argentinas        | 9 de agosto | 16:30 |

| Rivadavia (H)     | 1 - 3 | Defensores del Norte | Malvinas Argentinas | 17 de agosto | 14:30 |
| Villa Cubas       | 3 - 1 | Ferrocarriles        | La Leonera          | 17 de agosto | 15:00 |
| Vélez Sarsfield   | 1 - 0 | San Lorenzo de Alem  | Malvinas Argentinas | 17 de agosto | 16:30 |
| Américo Tesorieri | 3 - 1 | Independiente (C)    | Malvinas Argentinas | 18 de agosto | 14:30 |
| Salta Central     | 2 - 3 | Atlético Policial    | Malvinas Argentinas | 18 de agosto | 16:30 |

| Independiente (C)    | 2 - 1 | Vélez Sarsfield   | Malvinas Argentinas        | 23 de agosto | 16:30 |
| Ferrocarriles        | 1 - 3 | Rivadavia (H)     | Polideportivo de Chumbicha | 24 de agosto | 15:45 |
| Defensores del Norte | 1 - 3 | Américo Tesorieri | Malvinas Argentinas        | 24 de agosto | 16:30 |
| San Lorenzo de Alem  | 1 - 2 | Salta Central     | Malvinas Argentinas        | 25 de agosto | 14:30 |
| Atlético Policial    | 0 - 1 | Villa Cubas       | Malvinas Argentinas        | 25 de agosto | 16:30 |

| Rivadavia (H)     | 1 - 3 | Atlético Policial    | Malvinas Argentinas        | 30 de agosto | 16:30 |
| Independiente (C) | 1 - 0 | San Lorenzo de Alem  | Malvinas Argentinas        | 31 de agosto | 14:30 |
| Ferrocarriles     | 1 - 1 | Américo Tesorieri    | Polideportivo de Chumbicha | 31 de agosto | 15:00 |
| Villa Cubas       | 0 - 0 | Salta Central        | La Leonera                 | 31 de agosto | 15:30 |
| Vélez Sarsfield   | 2 - 0 | Defensores del Norte | Malvinas Argentinas        | 31 de agosto | 16:30 |

| Defensores del Norte | 3 - 0 | Independiente (C) | Malvinas Argentinas | 6 de septiembre | 16:00 |
| Salta Central        | 1 - 1 | Rivadavia (H)     | Malvinas Argentinas | 6 de septiembre | 18:00 |
| Atlético Policial    | 3 - 3 | Américo Tesorieri | Malvinas Argentinas | 7 de septiembre | 16:30 |
| San Lorenzo de Alem  | 0 - 3 | Villa Cubas       | Malvinas Argentinas | 8 de septiembre | 16:30 |
| Vélez Sarsfield      | 2 - 1 | Ferrocarriles     | Malvinas Argentinas | 9 de octubre    | 16:30 |

| Defensores del Norte | 1 - 1 | San Lorenzo de Alem | Malvinas Argentinas        | 13 de septiembre | 16:30 |
| Independiente (C)    | 0 - 1 | Ferrocarriles       | Polideportivo de Chumbicha | 14 de septiembre | 15:00 |
| Villa Cubas          | 2 - 2 | Rivadavia (H)       | La Leonera                 | 14 de septiembre | 15:00 |
| Américo Tesorieri    | 3 - 1 | Salta Central       | Malvinas Argentinas        | 14 de septiembre | 16:30 |
| Vélez Sarsfield      | 3 - 4 | Atlético Policial   | Malvinas Argentinas        | 15 de septiembre | 16:30 |

| Salta Central       | 0 - 3 | Vélez Sarsfield      | Malvinas Argentinas        | 20 de septiembre | 15:00 |
| San Lorenzo de Alem | 1 - 1 | Rivadavia (H)        | Malvinas Argentinas        | 20 de septiembre | 17:00 |
| Ferrocarriles       | 1 - 2 | Defensores del Norte | Polideportivo de Chumbicha | 21 de septiembre | 16:00 |
| Villa Cubas         | 1 - 1 | Américo Tesorieri    | Malvinas Argentinas        | 22 de septiembre | 17:00 |
| Atlético Policial   | 3 - 0 | Independiente (C)    | Malvinas Argentinas        | 23 de septiembre | 17:00 |

| Américo Tesorieri    | 1 - 1 | Rivadavia (H)       | Malvinas Argentinas        | 27 de septiembre | 17:00 |
| Independiente (C)    | 2 - 0 | Salta Central       | Malvinas Argentinas        | 28 de septiembre | 15:00 |
| Ferrocarriles        | 0 - 1 | San Lorenzo de Alem | Polideportivo de Chumbicha | 28 de septiembre | 16:00 |
| Defensores del Norte | 0 - 4 | Atlético Policial   | Malvinas Argentinas        | 28 de septiembre | 17:00 |
| Vélez Sarsfield      | 3 - 1 | Villa Cubas         | Malvinas Argentinas        | 29 de septiembre | 17:00 |

| Salta Central       | 2 - 3 | Defensores del Norte | Malvinas Argentinas | 4 de octubre | 15:30 |
| Villa Cubas         | 1 - 1 | Independiente (C)    | Malvinas Argentinas | 4 de octubre | 17:30 |
| Rivadavia (H)       | 0 - 5 | Vélez Sarsfield      | Malvinas Argentinas | 5 de octubre | 15:30 |
| Atlético Policial   | 3 - 0 | Ferrocarriles        | Malvinas Argentinas | 5 de octubre | 17:30 |
| San Lorenzo de Alem | 1 - 4 | Américo Tesorieri    | Malvinas Argentinas | 6 de octubre | 17:30 |

| Villa Cubas       | 4 - 1 | Defensores del Norte | Malvinas Argentinas        | 11 de octubre | 17:30 |
| Salta Central     | 2 - 1 | Ferrocarriles        | Malvinas Argentinas        | 12 de octubre | 15:30 |
| Rivadavia (H)     | 2 - 1 | Independiente (C)    | Polideportivo de Chumbicha | 12 de octubre | 16:00 |
| Atlético Policial | 2 - 0 | San Lorenzo de Alem  | Malvinas Argentinas        | 12 de octubre | 17:30 |
| Américo Tesorieri | 3 - 1 | Vélez Sarsfield      | Malvinas Argentinas        | 14 de octubre | 18:00 |

| Defensores del Norte | 1 - 3 | Rivadavia (H)     | Malvinas Argentinas | 17 de octubre | 17:30 |
| San Lorenzo de Alem  | 1 - 1 | Vélez Sarsfield   | Malvinas Argentinas | 18 de octubre | 15:30 |
| Atlético Policial    | 2 - 0 | Salta Central     | Malvinas Argentinas | 18 de octubre | 17:30 |
| Independiente (C)    | 3 - 2 | Américo Tesorieri | Malvinas Argentinas | 19 de octubre | 15:30 |
| Ferrocarriles        | 1 - 5 | Villa Cubas       | Malvinas Argentinas | 19 de octubre | 17:30 |

| Salta Central     | 1 - 3 | San Lorenzo de Alem  | Malvinas Argentinas        | 1 de noviembre | 19:30 |
| Américo Tesorieri | 2 - 1 | Defensores del Norte | Malvinas Argentinas        | 2 de noviembre | 16:00 |
| Rivadavia (H)     | 2 - 1 | Ferrocarriles        | Polideportivo de Chumbicha | 2 de noviembre | 16:30 |
| Vélez Sarsfield   | 4 - 0 | Independiente (C)    | Malvinas Argentinas        | 2 de noviembre | 18:00 |
| Villa Cubas       | 0 - 2 | Atlético Policial    | Malvinas Argentinas        | 3 de noviembre | 18:00 |

| San Lorenzo de Alem  | 4 - 2 | Independiente (C) | Malvinas Argentinas | 24 de octubre | 18:00 |
| Américo Tesorieri    | 4 - 1 | Ferrocarriles     | Malvinas Argentinas | 25 de octubre | 16:00 |
| Salta Central        | 3 - 2 | Villa Cubas       | Malvinas Argentinas | 25 de octubre | 18:00 |
| Defensores del Norte | 0 - 1 | Vélez Sarsfield   | Malvinas Argentinas | 28 de octubre | 16:00 |
| Atlético Policial    | 2 - 0 | Rivadavia (H)     | Malvinas Argentinas | 28 de octubre | 18:00 |

| Independiente (C) | 0 - 1 | Defensores del Norte | Malvinas Argentinas        | 8 de noviembre  | 20:00 |
| Rivadavia (H)     | 2 - 2 | Salta Central        | Polideportivo de Chumbicha | 9 de noviembre  | 15:30 |
| Ferrocarriles     | 1 - 3 | Vélez Sarsfield      | Polideportivo de Chumbicha | 9 de noviembre  | 17:30 |
| Américo Tesorieri | 3 - 1 | Atlético Policial    | Malvinas Argentinas        | 9 de noviembre  | 18:00 |
| Villa Cubas       | 1 - 3 | San Lorenzo de Alem  | Malvinas Argentinas        | 10 de noviembre | 18:00 |

| Salta Central       | 2 - 1 | Américo Tesorieri    | Malvinas Argentinas | 15 de noviembre | 18:00 |
| San Lorenzo de Alem | 2 - 1 | Defensores del Norte | Malvinas Argentinas | 16 de noviembre | 18:00 |
| Atlético Policial   | 1 - 0 | Vélez Sarsfield      | Malvinas Argentinas | 17 de noviembre | 18:00 |
| Ferrocarriles       | 3 - 7 | Independiente (C)    | Malvinas Argentinas | 18 de noviembre | 16:00 |
| Rivadavia (H)       | 0 - 1 | Villa Cubas          | Malvinas Argentinas | 18 de noviembre | 18:00 |

| Defensores del Norte | 2 - 1 | Ferrocarriles       | Malvinas Argentinas | 22 de noviembre | 16:00 |
| Vélez Sarsfield      | 2 - 1 | Salta Central       | Malvinas Argentinas | 22 de noviembre | 18:00 |
| Américo Tesorieri    | 9 - 1 | Villa Cubas         | Malvinas Argentinas | 22 de noviembre | 20:00 |
| Rivadavia (H)        | 3 - 1 | San Lorenzo de Alem | Malvinas Argentinas | 24 de noviembre | 16:00 |
| Independiente (C)    | 0 - 1 | Atlético Policial   | Malvinas Argentinas | 24 de noviembre | 20:00 |

| San Lorenzo de Alem | 3 - 2 | Ferrocarriles        | Malvinas Argentinas | 29 de noviembre | 16:00 |
| Rivadavia (H)       | 1 - 6 | Américo Tesorieri    | Malvinas Argentinas | 29 de noviembre | 18:00 |
| Villa Cubas         | 2 - 2 | Vélez Sarsfield      | Malvinas Argentinas | 29 de noviembre | 20:00 |
| Salta Central       | 2 - 2 | Independiente (C)    | Malvinas Argentinas | 1 de diciembre  | 16:00 |
| Atlético Policial   | 3 - 2 | Defensores del Norte | Malvinas Argentinas | 1 de diciembre  | 18:00 |

| Vélez Sarsfield      | 2 - 2  | Rivadavia (H)       | Malvinas Argentinas | 5 de diciembre | 16:00 |
| Américo Tesorieri    | 2 - 1  | San Lorenzo de Alem | Malvinas Argentinas | 5 de diciembre | 18:00 |
| Independiente (C)    | 1 - 1  | Villa Cubas         | Malvinas Argentinas | 6 de diciembre | 16:00 |
| Defensores del Norte | 2 - 0  | Salta Central       | Malvinas Argentinas | 6 de diciembre | 18:00 |
| Ferrocarriles        | 0 - 10 | Atlético Policial   | Malvinas Argentinas | 6 de diciembre | 20:00 |

| 1. |

|                                   |
| Club Atlético Policial 22° título |
| Campeón Torneo Anual 2019         |

## Promoción
| 14 de diciembre, 17:00                  | Salta Central                                                      | 1 - 5   | Juventud Unida | Malvinas Argentinas, Catamarca |                             |
|                                         | Federico Barros 18' · Alejandro Carrizo 31' · Franco Contreras 74' | Reporte | 20' Marcos Vega · 54' Maximiliano Silva · 59' 65' Marcos Agüero · 61' Iván Roldán · 86' Emanuel Varela · 88' Rodríguez | Árbitro(s): Jerónimo Toledo    | Árbitro(s): Jerónimo Toledo |
| Salta Central descendió a la Primera B. |                                                                    |         | |                                |                             |

## Estadísticas

### Goleadores
| Jugador                       | Equipo            | Goles |
| ----------------------------- | ----------------- | ----- |
| Esteban Valatkevicnis         | Américo Tesorieri | 18    |
| Luis Castillo                 | Atlético Policial | 16    |
| Gustavo Luján                 | Américo Tesorieri | 12    |
| Actualizado al 5 de diciembre |                   |       |

| Enzo Mercado Rusch   | Vélez Sarsfield      | 11 |
| Martín Agüero        | Atlético Policial    | 11 |
| Franco Arrascaeta    | Rivadavia (H)        | 8  |
| Franco Contreras     | Salta Central        | 8  |
| Mayco Coronel        | Defensores del Norte | 8  |
| Nelson Da Silva      | Villa Cubas          | 8  |
| Darío Sosa           | Defensores del Norte | 7  |
| Lucas Alaníz         | Ferrocarriles        | 7  |
| Gonzalo Aranda       | Américo Tesorieri    | 6  |
| Pablo Quiroga        | San Lorenzo de Alem  | 6  |
| Alan Díaz            | Independiente (C)    | 5  |
| Alan Herrera         | Independiente (C)    | 5  |
| Gonzalo Castro       | Atlético Policial    | 5  |
| Matías Sacco         | Atlético Policial    | 5  |
| Nahuel Ahumada       | Villa Cubas          | 5  |
| Neri Sigampa         | Américo Tesorieri    | 5  |
| Rafael Sosa          | Vélez Sarsfield      | 5  |
| David Vera           | Villa Cubas          | 4  |
| Juan Sogos           | Villa Cubas          | 4  |
| Leonardo Rojas       | San Lorenzo de Alem  | 4  |
| Luis Romano          | Atlético Policial    | 4  |
| Mario Córdoba        | Vélez Sarsfield      | 4  |
| Miguel Aballay       | Américo Tesorieri    | 4  |
| Miguel Rizzardo      | Villa Cubas          | 4  |
| Agustín Ocampo       | Ferrocarriles        | 3  |
| Dante Bazán          | Rivadavia (H)        | 3  |
| David Corzo          | Defensores del Norte | 3  |
| Juan Aballay         | San Lorenzo de Alem  | 3  |
| Kevin Heredia        | Vélez Sarsfield      | 3  |
| Kevin Medina         | Salta Central        | 3  |
| Lucas Tapia          | Independiente (C)    | 3  |
| Martín Bordonaro     | San Lorenzo de Alem  | 3  |
| Matías Flores        | Vélez Sarsfield      | 3  |
| Cristian Salcedo     | Salta Central        | 2  |
| David Monge          | Atlético Policial    | 2  |
| Diego Barros         | Defensores del Norte | 2  |
| Diego Rearte         | Atlético Policial    | 2  |
| Facundo Torres       | Villa Cubas          | 2  |
| Franco Suárez        | Atlético Policial    | 2  |
| José Romero          | Defensores del Norte | 2  |
| Juan Cruz Herrera    | Independiente (C)    | 2  |
| Leonel Romero        | Ferrocarriles        | 2  |
| Lucas Ahumada        | Vélez Sarsfield      | 2  |
| Lucas Carrizo        | Américo Tesorieri    | 2  |
| Martín Santander     | Ferrocarriles        | 2  |
| Maximiliano Luna     | Vélez Sarsfield      | 2  |
| Maximiliano Mendoza  | Vélez Sarsfield      | 2  |
| Mayco Guzmán         | Rivadavia (H)        | 2  |
| Néstor Tapia         | Salta Central        | 2  |
| Omar Bracamonte      | San Lorenzo de Alem  | 2  |
| Ricardo Salas        | Ferrocarriles        | 2  |
| Rodrigo Acosta       | Rivadavia (H)        | 2  |
| Rodrigo Nieva        | Salta Central        | 2  |
| Sebastián Silva      | Rivadavia (H)        | 2  |
| Tobías Chazampi      | Américo Tesorieri    | 2  |
| Airton Martínez      | San Lorenzo de Alem  | 1  |
| Alan Agüero          | Villa Cubas          | 1  |
| Alejandro Carrizo    | Salta Central        | 1  |
| Augusto Pío D'Amico  | San Lorenzo de Alem  | 1  |
| Braian Olivera       | Salta Central        | 1  |
| Carlos Tapia         | Américo Tesorieri    | 1  |
| Cristian de Torres   | Rivadavia (H)        | 1  |
| David Cano Figueroa  | San Lorenzo de Alem  | 1  |
| Diego Baldés         | Independiente (C)    | 1  |
| Enzo Tejeda          | Independiente (C)    | 1  |
| Erick González       | Defensores del Norte | 1  |
| Fabricio Cano        | Independiente (C)    | 1  |
| Facundo Carrizo      | Américo Tesorieri    | 1  |
| Facundo Orellana     | Villa Cubas          | 1  |
| Francisco Heredia    | Salta Central        | 1  |
| Franco Navarro       | Ferrocarriles        | 1  |
| Gastón Carrizo       | Américo Tesorieri    | 1  |
| Gastón Romero        | Rivadavia (H)        | 1  |
| Gianfranco Córdoba   | Ferrocarriles        | 1  |
| Gonzalo Gómez        | Villa Cubas          | 1  |
| Joel Ferreyra        | Atlético Policial    | 1  |
| Jonathan Castro      | Vélez Sarsfield      | 1  |
| Jonathan Silva       | Rivadavia (H)        | 1  |
| Jorge Caliva         | Independiente (C)    | 1  |
| José Montalbán       | Independiente (C)    | 1  |
| José Romero          | Américo Tesorieri    | 1  |
| Juan Cruz Pauletto   | Vélez Sarsfield      | 1  |
| Juan Silva           | Rivadavia (H)        | 1  |
| Kevin Heredia        | Salta Central        | 1  |
| Leandro Santander    | Ferrocarriles        | 1  |
| Lucas Maldonado Díaz | Independiente (C)    | 1  |
| Marcos Montoya       | Vélez Sarsfield      | 1  |
| Marcos Villarreal    | Vélez Sarsfield      | 1  |
| Maximiliano López    | Independiente (C)    | 1  |
| Nelson Navarro       | Ferrocarriles        | 1  |
| Pablo Olivera        | Vélez Sarsfield      | 1  |
| Ramón Toledo         | Rivadavia (H)        | 1  |
| Sebastián Peralta    | Villa Cubas          | 1  |
| Silvestre Sacallán   | San Lorenzo de Alem  | 1  |
| Tomás Moya           | Defensores del Norte | 1  |
| Valentín Barrionuevo | Salta Central        | 1  |
| Walter Bazán         | San Lorenzo de Alem  | 1  |
| Walter Luján         | San Lorenzo de Alem  | 1  |
| William Herrera      | Defensores del Norte | 1  |

### Autogoles
| Fecha      | Jugador        | Equipo              | Autogoles | Contra          |
| ---------- | -------------- | ------------------- | --------- | --------------- |
| 30/08/2019 | Joel Ferreyra  | Atlético Policial   | 1         | Rivadavia (H)   |
| 24/11/2019 | Franco Córdoba | San Lorenzo de Alem | 1         | Rivadavia (H)   |
| 29/11/2019 | Mario Vega     | Villa Cubas         | 1         | Vélez Sarsfield |
| 05/12/2019 | Mario Córdoba  | Vélez Sarsfield     | 1         | Rivadavia (H)   |